# Грекул Андрій Васильович
Андрій Васильович Грекул (1 грудня 1919, місто Слободзея, тепер Придністров'я, Молдова — 27 березня 1983,  місто Кишинів, тепер Молдова) — молдавський радянський діяч, завідувач відділу шкіл ЦК КП Молдавії, директор Кишинівського державного педагогічного інституту імені Крянге. Член ЦК КП Молдавії в 1954—1960 роках. Доктор історичних наук (1976), професор (1978).

## Біографія
Народився 1 (за іншими даними — 2) грудня 1919 року в селянській родині в містечку Слободзеї. У 1937 році вступив до комсомолу.
У травні 1940 — травні 1946 року — в Червоній армії, учасник німецько-радянської війни з січня 1942 року. Служив штурманом екіпажу (ланки) 634-го нічного бомбардувального авіаційного полку 1-ї та 4-ї повітряних армій, штурманом 11-го запасного бомбардувального авіаційного полку.
Член ВКП(б) з 1944 року.
З 1946 року — на партійній роботі в Молдавській РСР.
У 1948—1950 роках — секретар Фалештського районного комітету КП(б) Молдавії.
У 1949 році закінчив Кишинівський державний педагогічний інститут.
У 1950—1953 роках — слухач Академії суспільних наук при ЦК КПРС у Москві.
У 1953—1956 роках — завідувач відділу шкіл ЦК КП Молдавії.
У 1956—1960 роках — директор Кишинівського державного педагогічного інституту імені Крянге.
З 1960 року — доцент, професор кафедри історії КПРС Кишинівського державного університету імені Леніна.
Автор понад 60 наукових праць, більша частина яких присвячена формуванню та розвитку молдавської соціалістичної нації, розвитку культури молдаван, інтернаціональному вихованню трудящих. Основні праці: «Формування та розвиток молдавської соціалістичної нації» (Кишинів, 1955); «Джерела великого братства» (Кишинів, 1968); «Розквіт молдавської соціалістичної нації» (Кишинів, 1974); «Нариси історії Комуністичної партії Молдавії» (співавтор) (Кишинів, 1981) та ін.
Помер 27 березня 1983 року в місті Кишиневі. Похований на Вірменському цвинтарі Кишинева.

## Звання
- молодший лейтенант
- лейтенант
- старший лейтенант

## Нагороди
- орден Червоного Прапора (22.05.1945)
- орден Вітчизняної війни І ст. (1.08.1944)
- орден Вітчизняної війни ІІ ст. (15.01.1945)
- орден Червоної Зірки (21.09.1943)
- орден «Знак Пошани»
- медаль «За перемогу над Німеччиною у Великій Вітчизняній війні 1941—1945 рр.» (1945)
- медалі
- Лауреат Державної премії Молдавської РСР (1979)